# اکستریم رولز (۲۰۱۵)
اکستریم رولز(به انگلیسی: Extreme Rules) یک رویداد غیر رایگان (Pay-Per-View) در کشتی حرفه‌ای است که توسط کمپانی دبلیودبلیوئی تهیه می‌شود و این دوره‌اش هم در ۲۶ آوریل ۲۰۱۵ در مجموعه ورزشی آل‌استیت اِرینا در شهر رُزمُنت ایالت ایلینوی برگزار شد. این، هفتمین دوره از اکستریم رولز از زمان آغاز این PPV در سال ۲۰۰۹ بود. بیشتر مسابقات اکستریم رولز همان‌طور که از نامش پیداست تحت قواعد مسابقات خشونت‌بار (به انگلیسی: Hardcore Rules) برگزار می‌شود.

## زمینه‌سازی

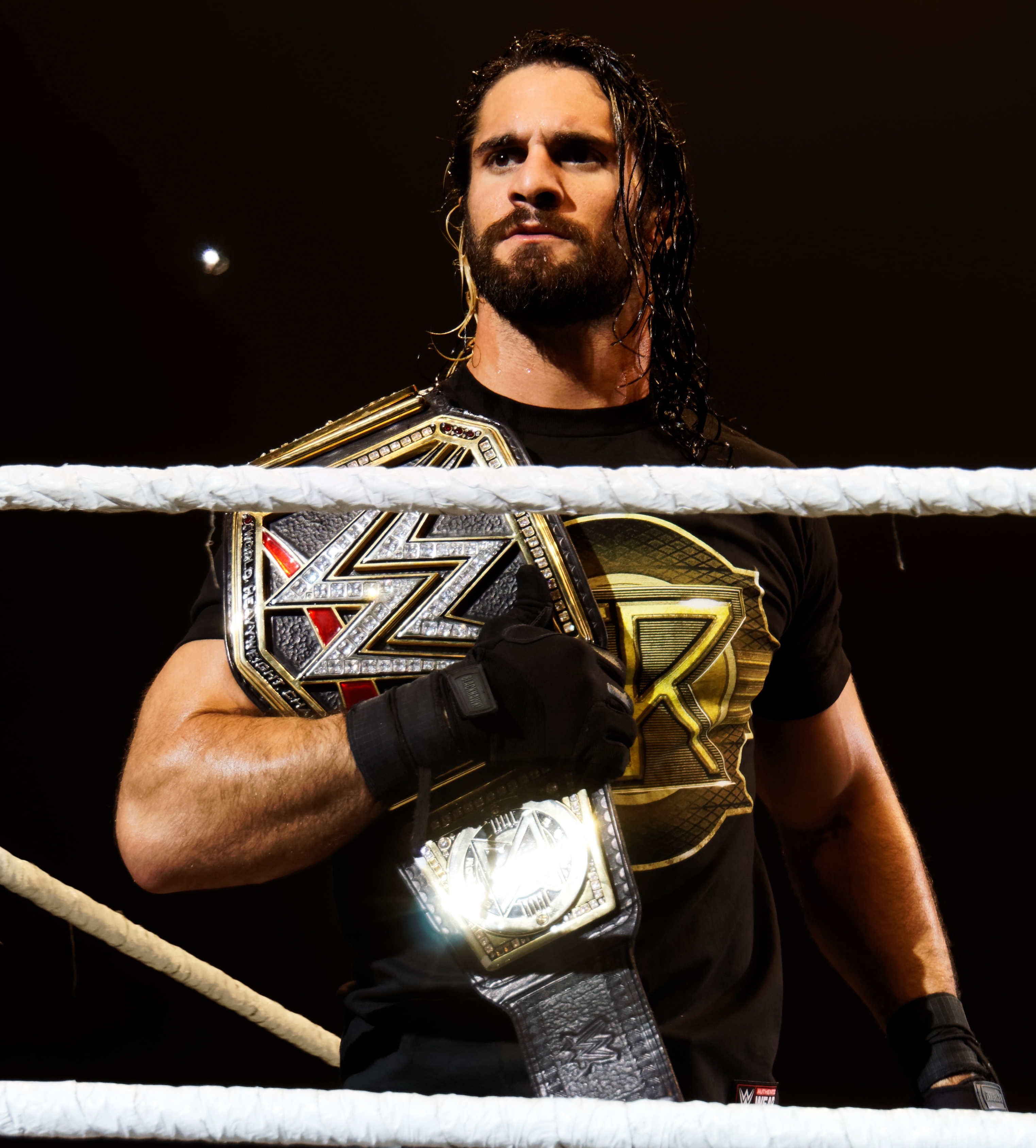
سث رالینز در آپریل 2015

اکستریم رولز شامل مسابقاتی بین دشمنی‌های موجود، ماجراهای پیش آمده و استوری‌هایی خواهد بود که پیش از این در برنامه‌های راو یا اسمک داون پخش شده بود. کشتی‌گیرها با توجه به مسابقات یا سری اتفاقاتی که برایشان رخ می‌دهد و تنش را به حد اکثر می‌رساند، نقش منفی یا قهرمان به خود می‌گیرند.
در رسلمانیا ۳۱، جان سینا با پیروزی مقابل روسِف قهرمان جدید کمربند ایالات متحده آمریکا شد؛ این اولین بار بود که روسف با Pinfall می‌باخت. در قسمت ۲ آوریل اسمک‌داون، اعلام شد که سینا باید از کمربندش در اکستریم رولز مقابل روسف دفاع کند. در راو ۱۳ آوریل که در لندن برگزار شد، پس از اینکه سینا طی یک مسابقه برای حفظ کمربند خود مقابل بَد نیوز بَرِت پیروز شد ناگهان روسف با یک زنجیر در دستش به سینا حمله کرد؛ سپس لانا اعلام کرد که مسابقه سینا و روسف در اکستریم رولز از نوع مسابقه زنجیر روسی خواهد بود.
دنیل براین در رسلمانیا ۳۱ طی یک مسابقه نردبان با پیروزی بر رقبایش قهرمان جدید کمربند بین قاره‌ای شد؛ این کمربند پیش از از این در اختیار بَد نیوز بَرِت بود. در راو ۳۰ مارس، بَرِت بعد از اینکه بر این مقابل دالف زیگلر به پیروزی رسید، بَرِت به بر این حمله کرد. در راو ۶ آوریل اعلام شد که درخواست بَرِت در مورد مسابقه مجدد برای قهرمانی کمربند بیم قاره‌ای پذیرفته شده و بر این باید در رویداد اکستریم رولز از آن در مقابل بَرِت دفاع کند.
در رسلمانیا ۳۱، رندی اورتن بر سث رالینز غلبه کرد و پیروز مسابقه شد. بعدتر در همان شب، در اواخر مسابقه رومن رینز و براک لزنر که بر سر کمربند قهرمانی دبلیودبلیوئی سنگین‌وزن جهان بود، رالینز با نقد کردن چمدان قرارداد مانی این د بنک خود، مسابقه را تبدیل به نوعِ تریپل ترت کرد و سرانجام با پین کردن رینز کمربند را مال خود کرد. در راو ۶ آوریل، اورتن طی یک مسابقه تریپل ترت بر رایبک و رینز غلبه کرد تا رقیب ۱# رالینز در اکستریم رولز شود. در راو ۱۳ آوریل، رندی اورتن با شکست قهرمانان تگ تیم یعنی تایسون کید و سِزارو در یک مسابقه دو به یک توانست حق تعیین نوع مسابقه‌اش با رالینز در اکستریم رولز را بدست آورد. سپس کین طی مسابقه‌ای با رالینز، خودش دراز کشید تا رالینز او را پین کرده و او هم حق تعیین نوع مسابقه با اورتن را بدست آورد. انتخاب اورتن، حذف رووسا و J&J Security از طریق مسابقه درون قفس فولادین بود. رالینز هم انتخابش این شد که اورتن حق نداشته باشد از حرکت تمام‌کننده خود یعنی آرکِی‌او در آن مسابقه استفاده کند وگرنه سلب صلاحیت می‌شود.
در راو ۱۳ آوریل، پِیج طی یک مسابقه بَتِل رویال موفق به شکست حریفانش شد تا رقیب #۱ کمربند دیواز برای نیکی بلا در اکستریم رولز شود. بعد از آن نیومی به او حمله‌ور شد و او را دچار آسیب دیدگی کرد. سپس در راو بیستم آوریل، نیومی پس از پیروزی مقابل بری بلا، رقیب شماره یک نیکی بلا برای کمربند شد.
در راو ۳۰ مارس، شیمس بازگشت و در حالیکه همه فکر می‌کردند در آن صحنه قصد دارد از بر این و زیگلر در مقابل بد نیوز برت حمایت کند، ناگهان به آن‌دو حمله‌ور شد و به آن‌ها بروگ کِک زد و به چهره منفی تبدیل شد. در راو ۱۳ آوریل، بعد از اینکه زیگلر طی مسابقه‌ای، نِویل را شکست داد، شیمس بار دیگر آمد و به زیگلر حمله کرد. در قسمت ۱۶ آوریل اسمک‌داون که در لندن برگزار شد، شیمس اعلام کرد که در اکستریم رولز طی یک «مسابقه باسنم را ببوس»(Kiss Me Arse match) به مصاف زیگلر خواهد رفت.
در راو ۶ آوریل، بیگ شو به رومن رینز که در مسابقه تریپل ترت با رندی اورتن و رایبک بود حمله کرد. در راو ۱۳ آوریل، بعد از اینکه مصاحبه رینز درون رینگ تمام شد ناگهان بیگ شو به او حمله‌ور شد و با چُک‌اسلَم، رینز را روی تاکسی انگلیسی -که به صورت نمادین در ورزشگاه لندن بود- کوبید. در قسمت ۱۶ آوریل اسمک‌داون، بیگ شو اعلام کرد که در رویداد، طی یک مسابقه آخرین بازمانده(Last Man Standing match) با رینز روبرو می‌شود.
در اسمک‌داون ۲ آوریل، دین امبروز با لوک هارپر مسابقه داد ولی بعد از اینکه هارپر او را درون یک میز کوبید، این مسابقه بدون برنده اعلام شد. در راو ۱۳ آوریل، بعد از اینکه هارپر طی مسابقه‌ای با سلب صلاحیت بر رایبک پیروز شد، امبروز ناگهان به او حمله کرد. در راو بیستم آوریل، امبروز و هارپر بار دیگر مسابقه دادند که باز هم بدون برنده بود. بعدتر در همان برنامه اغلام شد که امبروز و هارپر در اکستریم رولز و طی یک مسابقه شیکاگو استریت فایت به مصاف هم می‌روند.

## نتایج
| #                                                                                                 | نتایج | نوع مسابقه | مدت زمان |
| ------------------------------------------------------------------------------------------------- | --- | --- | -------- |
| ۱پ                                                                                                | نِویل پیروز مقابل بَد نیوز بَرِت                                                                                   | مسابقه تک نفره | ۱۰:۳۶    |
| ۲                                                                                                 | دین امبروز پیروز مقابل لوک هارپر                                                                               | مسابقه شیکاگو استریت فایت | ۵۶:۱۰    |
| ۳                                                                                                 | دالف زیگلر پیروز مقابل شیمس                                                                                    | مسابقه باسنم را ببوس | ۹:۱۶     |
| ۴                                                                                                 | د نو دی (بیگ ای و کوفی کینگستون) (با همراهی زِیویِر وودز) پیروز مقابل تایسون کید و سِزارو (c) (با همراهی ناتالیا) | مسابقه تگ تیم برای قهرمانی کمربندهای تگ تیم | ۹:۴۷     |
| ۵                                                                                                 | جان سینا (c) پیروز مقابل روسِف (با همراهی لانا)                                                                 | مسابقه زنجیر روسی برای قهرمانی کمربند ایالات متحده آمریکا | ۱۳:۳۵    |
| ۶                                                                                                 | نیکی بِلا (c) (با همراهی بری بِلا) مقابل نِیومی                                                                   | مسابقه تک نفره برای قهرمانی کمربند دیواز | ۷:۱۸     |
| ۷                                                                                                 | رومن رینز پیروز مقابل بیگ شو                                                                                   | مسابقه آخرین بازمانده | ۱۹:۴۶    |
| ۸                                                                                                 | سث رالینز (c) پیروز مقابل رندی اورتن با فرار از دربِ قفس                                                        | مسابقه درون قفس فولادین برای قهرمانی کمربند دبلیودبلیوئی سنگین‌وزن جهان؛ اگر اورتن از RKO استفاده می‌کرد، سلب صلاحیت می‌شد؛ ضمناً کین هم به عنوان دربان قفس حضور داشت | ۲۱:۰۲    |
| - (c) – نشان‌دهنده قهرمان(هایی) است که به میدان می‌روند - پ – نشان‌دهنده این است که مسابقه در پری–شو | | |          |

1. ↑  امبروز و هارپر در حین درگیری با ماشین از مجموعه خارج شدند و پس از اینکه دو مسابقه بعد از خروجشان انجام شد، دوباره برگشتند و مسابقه را پایان دادند.
2. ↑  شیمس از انجام قرارداد مسابقه سر باز زد و در عوض زیگلر را مجبور به بوسیدن باسن خودش کرد.

## بازخورد منتقدین
این رویداد با واکنش متوسط منتقدان روبرو شد. نولان هاول منتقد وبسایتCanadian Online Explorer(Canoe.ca) با دادن امتیاز ۲ از ۵ به این رویداد، آن را «کاملاً متوسط» و «یک شوی قابل از دست دادن» توصیف کرد.
کِنی هِرزاگ از رولینگ استون با تحسین مسابقه رینز و بیگ شو آن را «هیجان‌انگیز» و «بهترین مسابقه آن شب» دانست. با این حال او تهیه‌کنندگی این رویداد را مورد انتقاد قرار داد؛ او همچنین به مسابقه سینا-روسف و مسابقه اصلی انتقاد داشت و مسابقه اصلی را «بی‌نتیجه» و «بی‌روح» خواند.